# Vladimír Roy

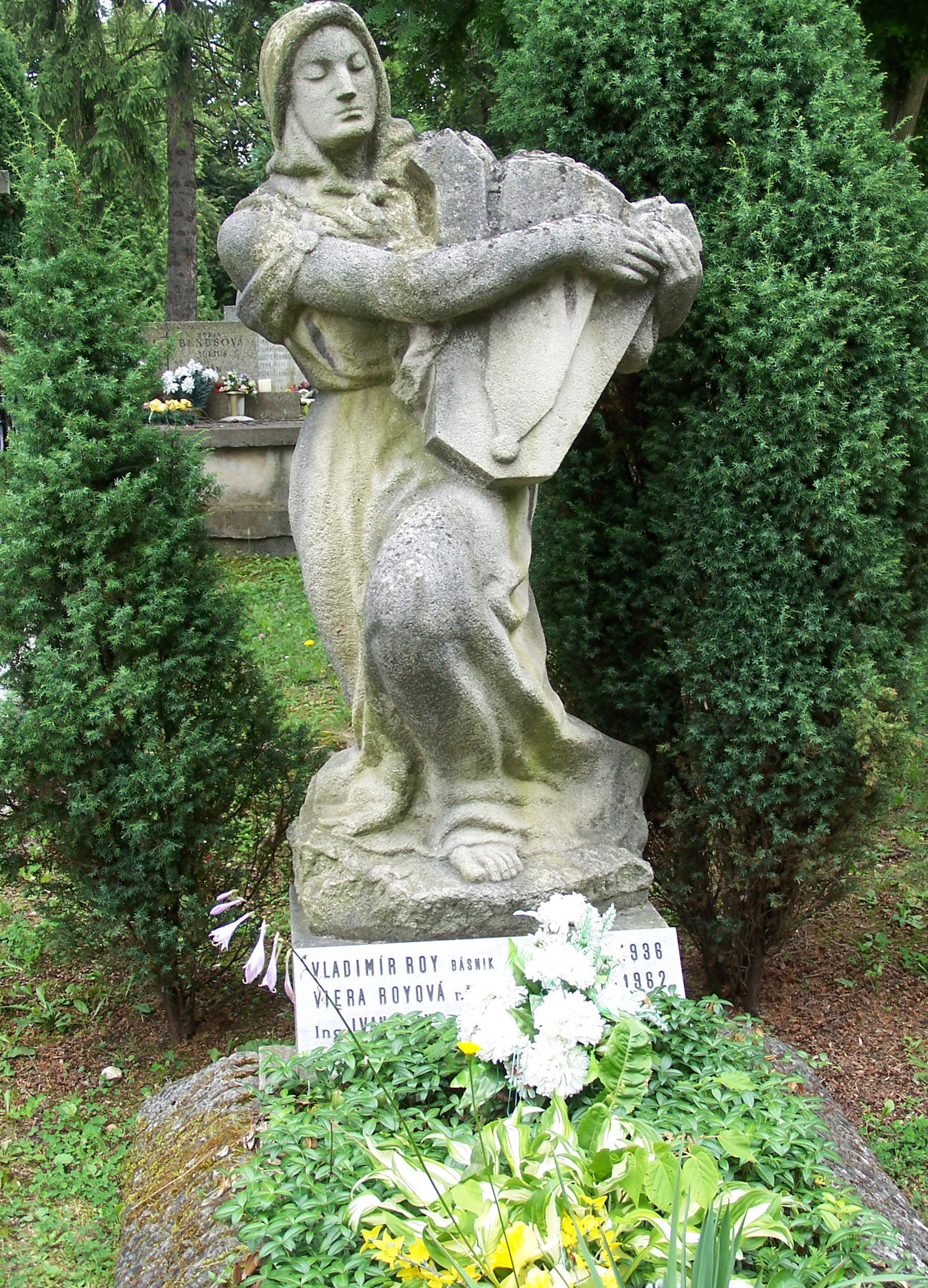
La tomba al Cimitero nazionale di Martin.

Vladimír Roy (Kochanovce, 17 aprile 1885 – Nový Smokovec, 6 febbraio 1936) è stato un poeta, traduttore e pastore protestante slovacco. Adottò, fra gli altri, gli pseudonimi Aeneas Phyllon, Dúžavin, Havran, Jochanan.

## Biografia
Nacque nella famiglia di nobili origini del pastore protestante Peter Pavol Roy, che aveva sposato la figlia del patriota slovacco Jozef Miloslav Hurban. Gli antenati erano ugonotti francesi, che si erano stabiliti in Slovacchia in seguito alle persecuzioni religiose.
Ricevette la prima educazione scolastica a Kochanovce, poi a Modra a nei ginnasi di Skalica e di Presburgo (l'odierna Bratislava), in cui conseguì la maturità nel 1905. Proseguì gli studi alla facoltà teologica evangelica dell'Università Comenio di Bratislava, che completò nel 1909. Già durante gli studi collaborò come redattore ai giornali Prúdy e Dennica. Dopo aver terminato gli studi svolse l'attività di cappellano in diverse località: Liptovský Mikuláš, Stará Turá e Pest. Nel 1910 compì un viaggio di studio in Inghilterra. Nel 1912 divenne parroco di Púchov.
Durante la Prima guerra mondiale fu impiegato sul fronte russo e su quello italiano, per breve tempo fu cappellano a Krajné (1915) e dopo la fine della guerra, dal 1919, fu nuovamente parroco a Púchov. Fra il 1925 e il 1926 si dedicò solo all'attività letteraria, ma per motivi esistenziali nel 1927 riprese l'attività di parroco, questa volta a Bukovec, fino a quando non andò anticipatamente in pensione. Nel 1934 si trasferì a Martina, morì al sanatorio di Nový Smokovec, oggi nel comune di Vysoké Tatry. È sepolto al Cimitero nazionale di Martin.
Raz príde čas ("Viene una volta il tempo") è il titolo di un documentario su Vladimír Roy, opera del regista e scenografo Fedor Bartko, prodotto dalla Televisione slovacca nel 1993.

## Attività
Iniziò a comporre i suoi primi versi all'epoca degli studi superiori e li pubblicò sui giornali Slovenské pohľady, Cirkevné listy e Národné noviny. Gli esordi della sua attività sono contrassegnati dal simbolismo e dall'impressionismo, ma fu anche influenzato dall'opera di Pavol Országh Hviezdoslav e di Svetozár Hurban Vajanský, e fra gli autori più giovani soprattutto da Janko Jesenský e da Ivan Krasko.
Successivamente subì l'influsso della poesia romantica di autori slovacchi come Janko Kráľ, ma anche stranieri come Endre Ady e George Gordon Byron.
Nella sua opera si dedicò ad esprimere i contrasti fra il mondo e il cuore, fra il sogno e la realtà, ma espresse anche la tristezza, il dolore, l'orrore, la solitudine e la lotta per una vita umana e giusta. Successivamente si rivolse soprattutto alla lirica popolare, in cui fece frequente ricorso ai motivi delle notti senza luna e senza stelle, alle immagini di nuvole, del crepuscolo, dell'oscurità e della disperazione, ma sono tipici di questo suo periodo anche i temi della ribellione e della resistenza, indirizzati non solo contro la società, ma anche contro i rapporti sociali. Dopo questo periodo sopraggiunge una predominanza della lirica, sia amorosa, sia personale, riflessiva e naturale.
Dominava sei lingue straniere, e oltre alla scrittura di opere proprie, intese alla traduzione di poesie, prose e drammi. Tradusse soprattutto dall'inglese: George Gordon Byron, Edgar Allan Poe, Percy Bysshe Shelley, William Shakespeare, Oscar Wilde, Walter Scott, Charles Dickens, ma anche dal francese (Alexandre Dumas padre, Rainer Maria Rilke), dal tedesco (Heinrich Heine, Johann Wolfgang Goethe), dall'ungherese (Endre Ady, Mór Jókai) e da altre lingue.
Tradusse anche il libretto per la prima opera lirica slovacca di Ján Levoslav Bella Kováč Wieland.
La sua opera poetica ebbe influenza su un'intera generazione di poeti slovacchi, fra cui Štefan Krčméry, Emil Boleslav Lukáč, Ján Smrek, Andrej Plávka, che mutuarono da lui idee per poesie in metrica libera.
Secondo il giudizio di Noge «la sua poesia, essenzialmente lirica, è di un'ispirazione a volte sensuale, a volte mistica, ma sempre appassionata, tumultuosa e ardente. Vi emerge un'inquietudine per il domani, per l'avvenire della patria, dell'umanità e della civiltà, così come una sensibilità esaltata che aspira alla verità e alla giustizia».

## Opere

### Raccolte di poesie
- 1921 – Keď miznú hmly ("Quando scaniscono le nebbie")
- 1921 – Rosou a tŕním ("Con la rugiada e con le spine")
- 1927 – Cez závoj ("Attraverso il velo")
- 1927 – Peruťou sudba máva ("Il destino batte l'ala")
- 1934 – In memoriam
- Zvlnený prameň ("Sorgente ondeggiante"), ultima raccolta di poesie, ancora inedita; ne fu pubblicata una parte nella raccolta del 1963 Básne ("Poesie").

### Antologia
- 1935 – Výber z poézie Vladimíra Roya ("Selezione di poesie di Vladimír Roy")
- 1944 – Lýra ("La lira")
- 1963 – Básne ("Poesie")
- 1980 – Temné ľalie ("Gigli oscuri")

### Altre opere
- 1919 – Pavel Országh Hviezdoslav
- 1931 – Alois Jirásek
- 1932 – Národný hrdina generál dr. M. R. Štefánik, a jeho mausoleum na Bradle ("L'eroe nazionale M. R. Štefánik e il suo mausoleo a Bradla")